# 한밭종합운동장 보조경기장
한밭종합운동장 보조경기장(한밭綜合運動場補助競技場, Hanbat Sports Complex Auxiliary Stadium)은 대한민국 대전광역시에 있었던 스포츠 시설이다. 천연잔디 필드와 우레탄 트랙이 갖춰진 다목적 경기장으로, 2009년에 준공되었다.

## 참고 문헌
- “한밭종합운동장”. 대전광역시시설관리공단.
- 〈한밭종합운동장〉. 《한국민족문화대백과사전》. 한국학중앙연구원.
- 〈한밭종합운동장〉. 《두피디아》. 두산.
- 《전국 공공체육 시설 현황 (2017년말 기준)》. 대한민국 문화체육관광부. 2019.
- 《2019년 전국 공공체육시설 현황 (2018년말 기준)》. 대한민국 문화체육관광부. 2020.
- 《2020년 전국 공공체육시설 현황 (2019년말 기준)》. 대한민국 문화체육관광부. 2021.

## 같이 보기
- 한밭종합운동장
- 대전육상실내연습장